# Bo Hjuler
Bo Hjuler (født 7. maj 1958) er en dansk journalist, reporter på TV 2 FINANS. Han modtog sammen med kollegaen Mads Lund prisen "Årets nyhedshistorie" på TV-Festival 2005. Sammen afslørede de i februar 2005, at den konservative Familie- og Forbrugerminister Henriette Kjær i oktober og december 2004 havde fået domme imod sig for manglende betaling.